# General José de San Martín (Chaco)

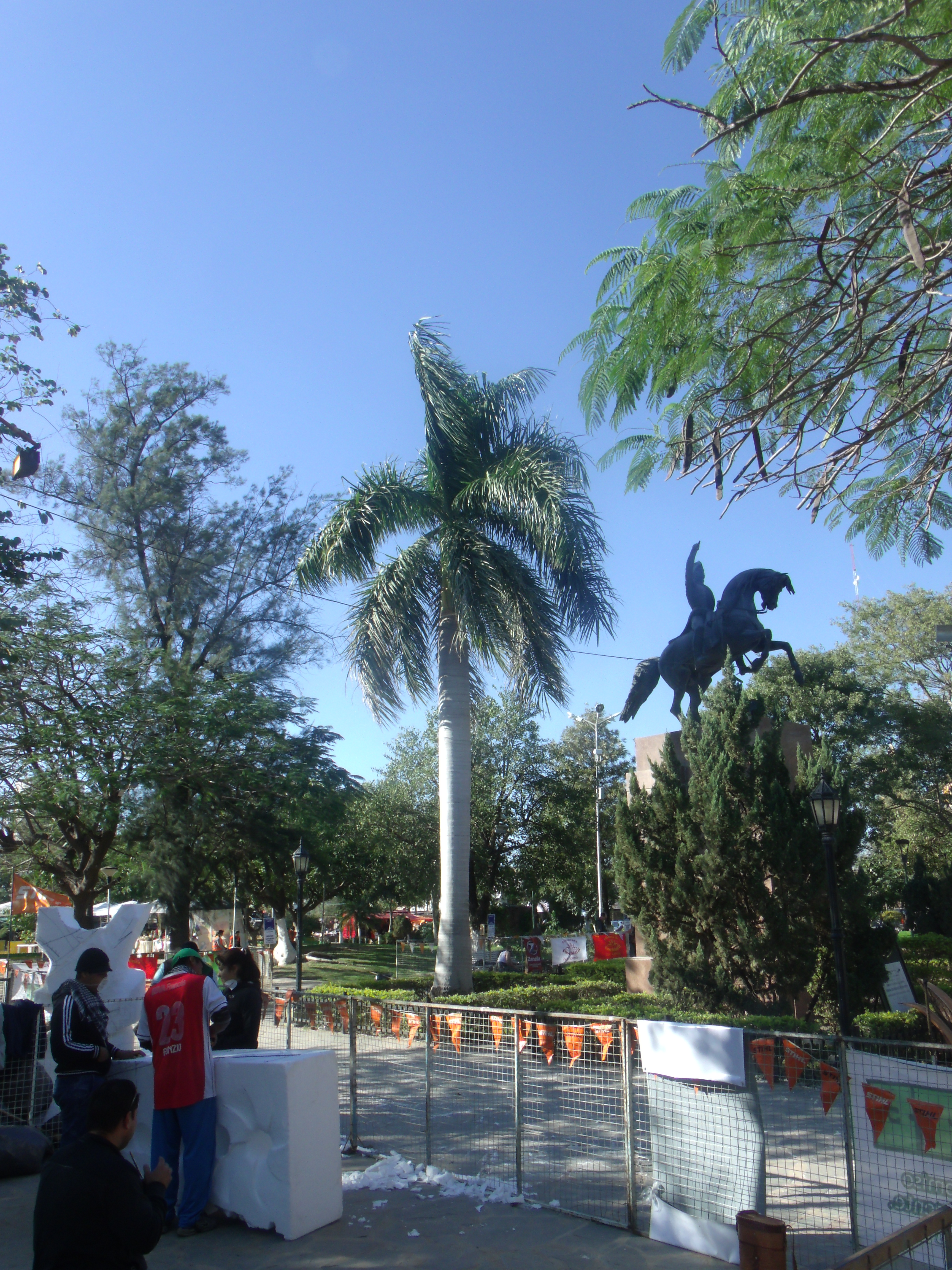
Feest in het centrum van General José de San Martín

General José de San Martín is een plaats in het Argentijnse bestuurlijke gebied Libertador General San Martín in de provincie Chaco. De plaats telt 31.758 inwoners.

## Geboren in General José de San Martín
- Walter Benítez, voetballer